# Киткехахки
Киткехахки — одно из четырёх племён народа пауни, вместе с чауи и питахауират относились к южной группе. Были известны как пауни с Репабликан.

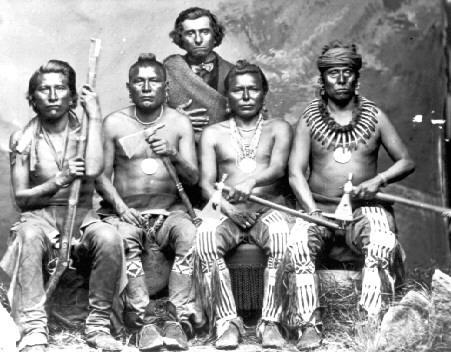
Скауты-киткехахки и переводчик, фото Уильям Генри Джексон

## История
Название племени переводится как Маленький Земляной Дом. В начале XIX века проживали в районе реки Репабликан, к западу от чауи. Делились на настоящих киткехахки и малых киткехахки. От остальных пауни отличались враждебным отношением к американцам. В 1819 году военный отряд киткехахки остановил  экспедицию Стивена Лонга, которую американское правительство направило в Небраску. Индейцы ограбили белых людей и угнали их лошадей. После того, как 28 сентября 1825 года подписали договор с американцами в форте Аткинсон, между ними установились мирные отношения.
В 1857 году, вместе с чауи и питахауират, были переселены в резервацию на реке Луп, а в 1874-м на Индейскую территорию, где, вместе с другими племенами пауни, проживают и поныне.

## Численность
В 1806 году Зебулон Пайк определил численность племени в 1618 человек, Эдвин Джеймс в 1820-м в 1000, миссионеры в 1840-м в 1923 человека. В дальнейшем эпидемии, войны и переселение на юг способствовали сокращению племени: в 1872-м 550 человек, а в 1938 году осталось всего 250 киткехахки.